# Красинка (Воронежская область)
Красинка — поселок в Эртильском районе Воронежской области России.
Входит в состав Морозовского сельского поселения.

## География
В поселке имеется одна улица — Труда.

## Население
| 2000 | 2010 |
| ---- | ---- |
| 25   | ↗28  |